# Medische microbiologie

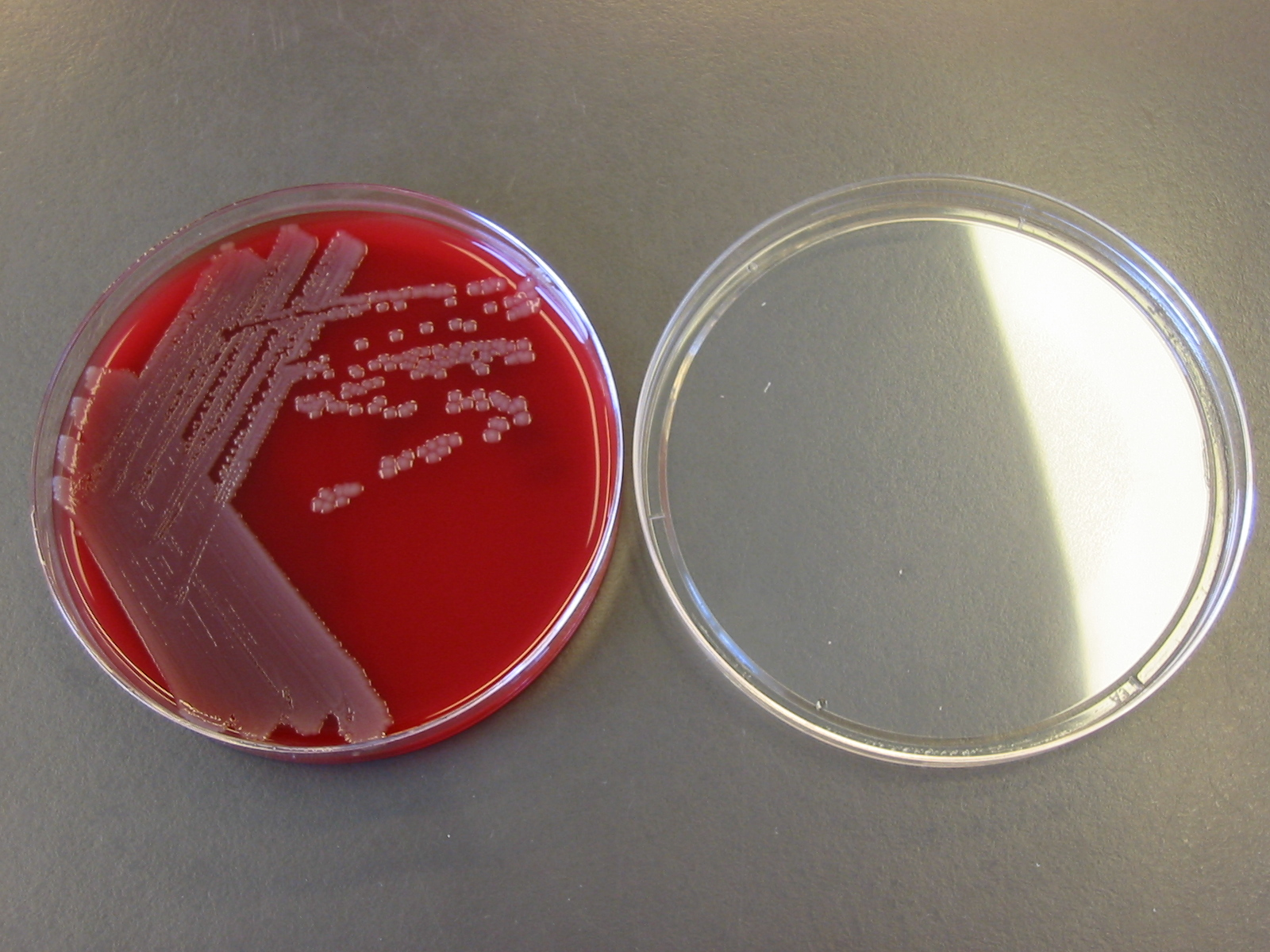
Petrischaal met bloedagar waarop kolonies van gramnegatieve staven zijn uitgestreken

De medische microbiologie is een medisch specialisme dat zich bezighoudt met het opsporen, diagnosticeren en behandelen van infectieziekten. Infectieziekten zijn aandoeningen veroorzaakt door micro-organismen, met name bacteriën, virussen, parasieten, en schimmels (waaronder de eencellige gisten). De medische microbiologie omvat tevens de wetenschappen van de microbiële pathogenese en de epidemiologie. De medische microbiologie heeft daardoor raakvlakken met de pathologie en de immunologie.
De medische microbiologie is een tak van de microbiologie, en heeft de mensheid de kans gegeven infectieziekten te begrijpen, herkennen en bestrijden, waarvan de manier van ontstaan tot dan toe onbekend was. Medisch microbiologisch onderzoek heeft het mogelijk gemaakt vaccins te ontwikkelen. Voorheen dodelijk verlopende epidemieën als de pest en de pokken, en infectieziekten als hondsdolheid en kinderverlamming zijn hierdoor uitgeroeid, of in ieder geval beheers- en behandelbaar geworden.
Het vak van de medische microbiologie wordt beoefend door een arts-microbioloog (medisch specialist) of een (medisch) microbiologisch onderzoeker. De werkzaamheden vinden plaats in een laboratorium, dat zich soms in, en soms buiten een ziekenhuis bevindt. In het laboratorium worden patiëntmaterialen onderzocht, afkomstig van patiënten waarvan wordt vermoed dat ze een infectieziekte hebben opgelopen. Voorbeelden zijn urineweginfecties, luchtweginfecties, bloedbaaninfecties (bloedvergiftiging) en infecties van het centrale zenuwstelsel (meningitis). Hiervoor worden lichaamsvloeistoffen als urine, opgehoest materiaal uit de luchtwegen (sputum), bloed, hersenvocht (liquor cerebrospinalis), of pus onderzocht op het voorkomen van pathogene micro-organismen.

## Bacteriologisch onderzoek
Voor bacteriën gebeurt dit onder meer door het afgenomen patiëntenmateriaal, gewoonlijk na aankleuren met kleurstoffen, meestal als gram-preparaat onder de microscoop te bekijken, en ze vervolgens op een voedingsbodem in een petrischaal te brengen, waarna deze wordt geïncubeerd (op geschikte, groei-bevorderende temperatuur, vaak 37 graden). Na een of meer dagen vermenigvuldigen de micro-organismen zich zodanig dat ze vervolgens verder kunnen worden gedetermineerd, dat wil zeggen onderworpen aan testen, zodat ze van een naam kunnen worden voorzien. Van de aangetroffen bacteriën kan vervolgens hun mate van resistentie (het resistentiespectrum) worden bepaald, en kan worden vastgesteld met welke antibiotica zij bestreden kunnen worden.
Bij vermoeden van een bloedbaaninfectie wordt van de patiënten een hoeveelheid bloed afgenomen, die direct in flesjes met vloeibare voedingsbodem (bouillon) wordt gebracht (bloedkweek). Nadat de bacteriën zich hebben vermeerderd in de bouillon, wordt de bouillon op een voedingsbodem gebracht en opnieuw geïncubeerd (zie foto bloedagar met gramnegatieve staven).

## Virologisch onderzoek
Virussen groeien niet direct op voedingsbodems, zij hebben cellen nodig waarin zij zich kunnen vermenigvuldigen. Daartoe worden in buizen, of in kunststof plaatjes met putjes, cellen gekweekt, van menselijke of dierlijke herkomst, totdat een zogenaamde cellaag ontstaat, die één enkele cel dik (dun) is. Deze buizen, of plaatjes met cellen, worden bewaard, totdat een patiëntmateriaal voor onderzoek wordt aangeboden, dat vervolgens op de cellaag wordt gebracht. De gekweekte cellen worden dagelijks met een microscoop bekeken. Als het patiëntmateriaal een virus bevat, gaat na enkele dagen incubatie de cellaag veranderen: het cyto-pathologisch of cyto-pathogeen (cel-aantastend) effect (CPE). De manier waarop dit gebeurt is per virussoort anders, zodat de eerste waarneming al een deel van de conclusie biedt. De definitieve naamgeving gebeurt onder meer met fluorescentie of neutralisatie. Fluorescentie berust op het aankleuren van de aangedane cellen met tegen het virus gerichte antistoffen, die gekoppeld zijn aan een fluorescerende stof. Onder de fluorescentiemicroscoop kleuren de aangedane cellen aan, indien de juiste antistof is gekozen. Neutralisatie berust op het feit dat virusgroei, bij overenting van de virusstam, geremd wordt door specifieke antistoffen; groeit de stam niet in de met antistof bewerkte cellaag en wel in de onvoorbereide cellaag, dan is de virussoort herkend en kan de uitslag worden afgegeven.

## Parasitologisch onderzoek
De meeste parasieten komen voor in het maag-darmkanaal (voorbeelden zijn lintwormen en amoeben). Bij de diagnostiek kan daartoe onderzoek worden gedaan van de feces (ontlasting). Met speciale kleuringen kan de parasiet onder het microscoop herkend worden.
Andere parasieten komen voor in de bloedbaan (voorbeeld malaria). Om de oorzaak vast te stellen van ziekten veroorzaakt door bloedparasieten wordt een bloedmonster na kleuring onderzocht onder het microscoop. Een bekende techniek is het dikkedruppelpreparaat.

## Mycologisch onderzoek

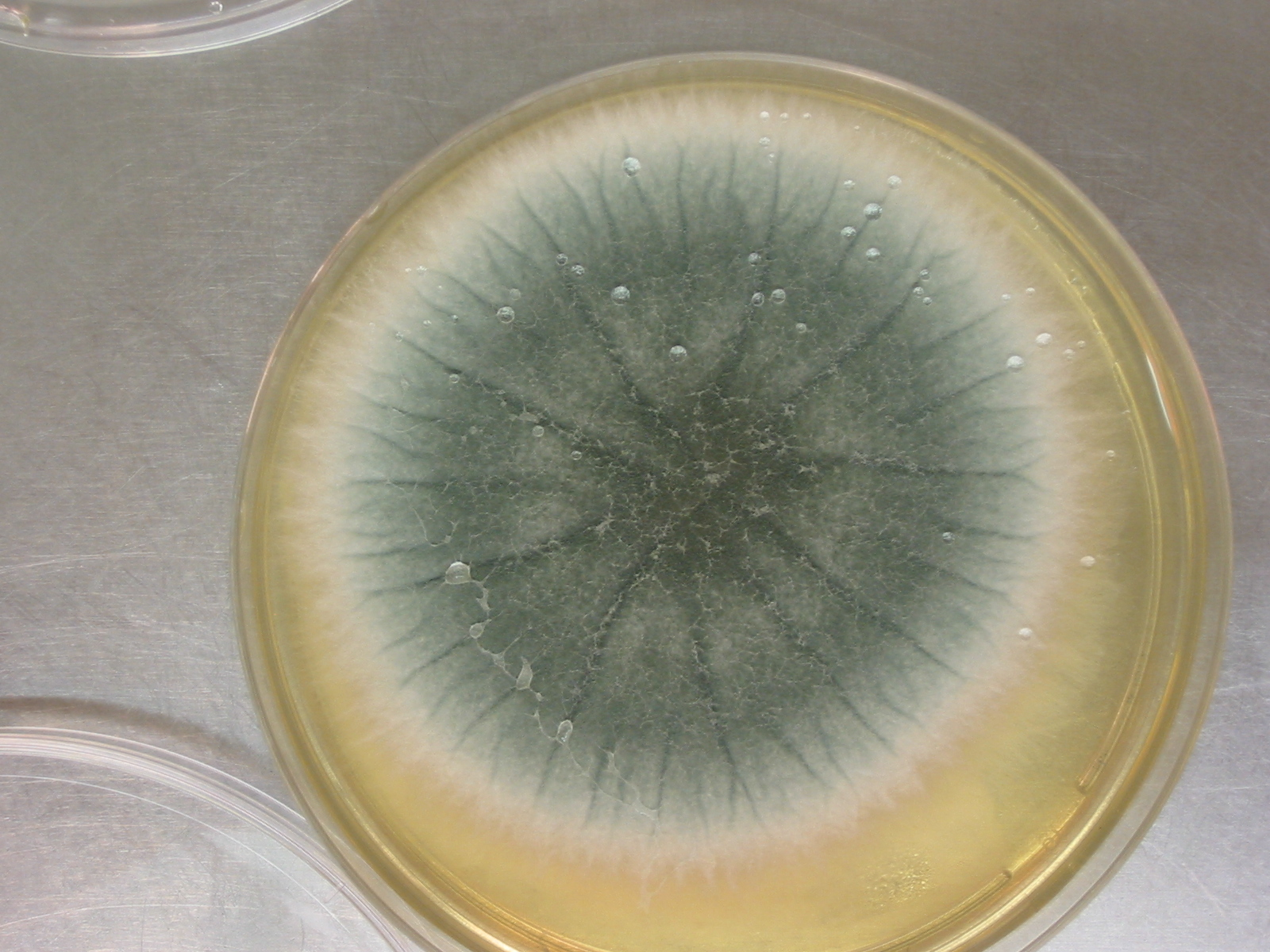
Sabouraud-agar waarop een kolonie van de schimmel Aspergillus fumigatus, gekweekt uit het sputum van een patiënt

Schimmels worden onderverdeeld in schimmels in engere zin, en gisten. De medische mycologie bestudeert de ziekteverwekkers van bij de mens voorkomende schimmelziekten. Daartoe behoren huidaandoeningen (medisch specialisme: dermatologie), luchtweginfecties (longarts), maar in principe kunnen alle organen, door een verzwakte weerstand van de patiënt, vatbaar worden voor het ziekteproces dat door schimmels wordt veroorzaakt.
Voor de diagnostiek door laboratoriumonderzoek worden patiëntmaterialen ingestuurd zoals huidschilfers (dermatomycose), nagels, haren, sputum en punctaten. Materiaal waarop schimmelvorming wordt vermoed wordt opgekweekt bij 30 graden Celsius, terwijl materiaal waarop gistvorming wordt vermoed wordt gekweekt bij 37 graden Celsius (lichaamstemperatuur). Het opkweken gebeurt op een speciale voedingsbodem met antibiotica, die de bacteriegroei zoveel mogelijk remt. Schimmels groeien over het algemeen langzamer (weken) dan gisten (dagen).
Identificatie van aangetroffen (eencellige) bacterie- en giststammen gebeurt vanaf 2000 steeds vaker met behulp van de MALDI-TOF, op basis van soortspecifieke eiwitten op het celmembraan van de eencellige. Dit levert een aanzienlijke tijdwinst op. Aangetroffen (meercellige) schimmels worden veelal nog 'ouderwets' microscopisch en macroscopisch (met het blote oog) gedetermineerd.

## Serologisch onderzoek
Een andere diagnostische benadering is de serologie, waarbij niet het micro-organisme zelf, maar de antilichamen die door de patiënt in reactie op de besmetting door het micro-organisme zijn gemaakt, worden onderzocht. Daartoe wordt bloed afgenomen bij de patiënt, en het serum dat na stolling wordt afgescheiden onderzocht. Om de serologische diagnose te stellen wordt nog tijdens de ziekte bloed afgenomen, en na genezing gebeurt dat opnieuw. Het zo verkregen zogenaamde serumpaar wordt in samenhang onderzocht, waarbij in het eerste serum géén, en in het tweede wél antilichamen worden aangetroffen. Naar die antilichamen wordt gericht gezocht, met delen van micro-organismen (m.o.), die speciaal zijn geprepareerd voor de diagnostiek. Bekende serologische testen zijn de complement-bindingsreactie, de immuno-fluorescentietest en de ELISA, enzyme-linked-immuno-sorbent-assay.

## Moleculairbiologisch onderzoek
De laatste jaren worden klassieke onderzoekstechnieken aangevuld met, of vervangen door, moleculairbiologische methoden. Vaak is onderzoek naar de aanwezigheid van bacteriën of virussen te versnellen door aanwezigheid van bacterieel of viraal DNA of het RNA aan te tonen in het patiëntmateriaal. Daartoe wordt gebruikgemaakt van de polymerase-kettingreactie (PCR) of van andere, deels commerciële technieken.

## Werk van de arts-microbioloog
De werkzaamheden van de arts-microbioloog zijn samengevat in een beroepsprofiel en zijn onder te verdelen in acht categorieën:
1. Laboratoriumdiagnostiek
2. Intercollegiaal consult (overleg tussen collega's)

De huisarts of specialist in een ziekenhuis komt vaak in overleg met de arts-microbioloog als er een infectie wordt vermoed. Samen met de arts-microbioloog wordt aan de hand van het verhaal van de patiënt (anamnese) en bevindingen bij lichamelijk, beeldvormend en laboratoriumonderzoek een aantal mogelijke diagnosen overwogen en er wordt afgesproken welke materialen zullen worden ingestuurd voor onderzoek en welke antimicrobiële middelen aan de patiënt worden toegediend na afnemen van de materialen. Vaak wordt gedurende de volgende periode de klinische diagnose duidelijker en kan de laboratoriumdiagnose daarbij worden gepast. Eventueel wordt de therapie aangepast gedurende dit proces.
1. Laboratoriummanagement
2. Beleidsvorming en ontwikkeling van protocollen en richtlijnen
3. Epidemiologie van infectieziekten en ziekenhuishygiëne

Hiertoe behoort de registratie van resistentie tegen antimicrobiële middelen. Voor het voorkomen, herkennen, inperken en bestrijden van epidemische verheffingen van ziekenhuisinfecties werkt de arts-microbioloog nauw samen met de ziekenhuishygiënist.
1. Openbare gezondheidszorg

In het kader van de volksgezondheid heeft de arts-microbioloog contact met de arts-infectieziekten over (al dan niet) aangifteplichtige ziekten, die aangetoond worden in het laboratorium, nog vaak voordat de betekenis voor het gevaar van overdracht aan andere mensen bij anderen bekend is.
1. Voorlichting, onderwijs en opleiding

Hierbij hoort de opleiding van toekomstige collega's en van toekomstige analisten.
1. Wetenschappelijk onderzoek